# Bert Konterman
Bert Konterman, właśc. Hubertus Gerard Konterman (ur. 14 stycznia 1971 w Rouveen) – holenderski piłkarz grający na pozycji środkowego lub prawego obrońcy bądź pomocnika. Z reprezentacją Holandii, w której barwach rozegrał 6 meczów, zdobył brązowy medal Euro 2000. Był zawodnikiem m.in. Feyenoordu i Rangers F.C. W obu tych klubach zdobywał mistrzostwo kraju (Holandii i Szkocji).

## Sukcesy piłkarskie
- mistrzostwo Holandii 1999 oraz Superpuchar Holandii 2000 z Feyenoordem Rotterdam
- mistrzostwo Szkocji 2003 z Rangers F.C.

W reprezentacji Holandii od 1999 do 2000 roku rozegrał 6 meczów – III-IV miejsce na Euro 2000.